# Einsatz in Hamburg – Stunde der Wahrheit
Stunde der Wahrheit ist ein deutscher Fernsehfilm von Matthias Tiefenbacher aus dem Jahr 2002. Es handelt sich um die vierte Episode der ZDF-Kriminalfilmreihe Einsatz in Hamburg, deren ersten beiden Filme unter dem Reihentitel Jenny Berlin ausgestrahlt wurden.

## Handlung
Raoul Stein ist ein pädophiler Triebtäter, der nach Jahren aus dem Maßregelvollzug entlassen wird. Stein hatte einst aus sexuellen Beweggründen ein kleines Mädchen ermordet. Seine Ehefrau und die gemeinsame Tochter Carla möchten nichts mehr mit ihm zu tun haben. Stein zieht es durch die Stadt und er begibt sich spontan in eine Kinderaufführung in einem Kino, wo er von einem maskierten Motorradfahrer erschossen wird. Jenny Berlin und ihr Team nehmen die Ermittlungen auf. Schon am nächsten Morgen wird das Motorrad des Täters in der Elbe gefunden. Es wurde vor 14 Tagen als gestohlenen gemeldet und Spuren können auch nicht gesichert werden.
Der erste Verdacht fällt auf Georg Kramer, den Vater des von Stein getöteten Kindes. Er ist inzwischen ein gebrochener Mann und macht nicht den Eindruck eines kaltblütigen Rächers. Allerdings hatte er Stein seit seiner Entlassung nachspioniert. Sein Nachbar Kuhn bestätigt ihm zwar seine Alibi, doch Jenny Berlin erkennt sofort, dass dies nicht stimmt. Nicht nur Kuhn, sondern die gesamte Nachbarschaft ist erfreut über Steins Tod und feiert sogar eine Party. Jeder möchte Kramer helfen. Dennoch bleibt er tatverdächtig.
Auf dem Polizeirevier meldet sich der Psychologe Dr. Paul, der Stein im Maßregelvollzug betreut hatte und bietet an, ein Täterprofil zu erstellen. Er hat insgeheim einen seine weiteren Klienten in Verdacht Stein erschossen zu haben, was er aber revidiert, als er der Tatort in Augenschein nehmen darf. Jenny Imponiert der Arzt, wie er sich für seine Klienten ins Zeug legt, auch wenn diese oftmals Straftäter sind. Für Jenny Kollegen ist Pauls Verdachte allerdings Grund genug sich mit Markus Voss, seinem Klienten, zu beschäftigen. Er war der Zimmernachbar von Stein und hatte vor seinem Tod einen Streit mit ihm. Zudem gehört ihm das gestohlenen Motorrad, mit dem der Täter geflohen war und am Ende wird sogar die Tatwaffe bei ihm gefunden. Im Verhör, dass Dr. Paul vornimmt, weil der psychisch kranke Voss zu ihm Vertrauen hat, äußert sich Voss diffus, aber dennoch so, dass man dies als ein Geständnis einschätzt. Er wird in Untersuchungshaft gebracht, wo er sich in der Nacht mit seinem Brillenglas die Pulsadern aufschlitzt. Zum Glück kann er noch rechtzeitig gefunden werden. Für Jenny Berlin sind das ein bisschen viel Indizien gegen Voss und so nimmt sie Georg Kramer noch einmal ins Verhör. Es gelingt ihr ihn zu einem Geständnis zu bewegen. Markus Voss hatte ihm die Waffe besorgt, aber geschossen hatte er.

## Hintergrund
Der Film wurde 2002 in Hamburg und Umgebung gedreht am 12. Oktober 2002 um 20:15 Uhr im ZDF erstausgestrahlt.

## Kritik
Das Lexikon des internationalen Films konstatiert: „Serieller (Fernseh-)Krimi.“